# Der Arzt von Stalingrad (Film)
Der Arzt von Stalingrad ist ein 1957 entstandener Spielfilm, eine Mischung aus Kriegsgefangenen- und Liebesdrama, von Géza von Radványi. Die Titelrolle in dieser Adaption von Heinz G. Konsaliks gleichnamigem, 1956 veröffentlichten Erfolgsroman spielte O. E. Hasse. Eva Bartok und Walter Reyer geben das Liebespaar unter widrigsten Umständen, Hannes Messemer ist als beider Widersacher zu sehen.

## Handlung
Deutschland, nach Krieg und Wiederaufbau. Ein Mann meldet sich an der Rezeption eines Hotels an. Sein Blick fällt auf das Foto einer Kriegsruine.
In einer langen Rückblende, die den Hauptteil des Filmes ausmacht, befinden wir uns nach der Schlacht von Stalingrad und dem Kriegsende im russischen Kriegsgefangenenlager 5110/47 bei Stalingrad. Hier ist auch Dr. Fritz Böhler interniert, ein integerer Arzt und eine Koryphäe seines Fachs. Zusammen mit dem idealistischen Oberarzt Sellnow und dem einfallsreichen Sanitäter Pelz, versucht der schon etwas ältere und herzkranke Mann auch in der Gefangenschaft seinem hippokratischen Eid Folge zu leisten. Mit viel List und Improvisationskunst gelingt es ihnen immer wieder, die schikanösen Verbote der sowjetischen Lagerleitung zu umgehen das Leid der Mitgefangenen zu lindern. So operiert er auch einen Mithäftling nur mit einfachsten Mitteln wie einem Taschenmesser und dem Seidenfaden aus einem gestohlenen Schal.
Erschwert wird das tägliche Leben der „Plennis“ (von Russisch военный пленник Wojennyj Plennik „Kriegsgefangener“) nicht nur durch die Arbeit eines deutschen Spitzels in sowjetischen Diensten, Walter Grosse, der seine Tätigkeit mit dem Leben bezahlen muss, sondern auch durch die sowjetische Lagerärztin Alexandra Kasalinsskaja, die gegenüber jedem Deutschen einen tiefen Hass pflegt, seitdem ihr Mann im Krieg gegen die Invasoren gefallen ist. Auch Oberleutnant Pjotr Markow, der in Alexandra verliebt ist und sich mit zahlreichen Schikanen gegen die deutschen Gefangenen ihr gegenüber zu profilieren versucht, erweist sich als „harter Hund“, der seine Anweisungen unbedingt eins zu eins durchgesetzt sehen will. Die Lage entspannt sich erst in dem Moment langsam, als sich zwischen der Russin und dem Oberarzt Sellnow zarte Gefühle anbahnen und als dank deutschen Medizinergeschicks das Leben des Sohns des Lagerkommandanten Worotilow gerettet wird. Alexandra Kasalinsskaja, bislang von eisiger Härte gegen sich und alle anderen geprägt, beginnt, ihre Haltung gegenüber den Deutschen zu überdenken und zeigt nun auch mehr Mitmenschlichkeit.
Doch sie wie auch Sellnow weiß, dass ihre erblühende Liebe keine Zukunft haben kann. Immerhin kann Dr. Sellnow eine bessere medizinische Versorgung für seine Kameraden erwirken, auch wenn ihn einige Mitgefangene gerade wegen dieser Liaison misstrauisch beäugen und ausgrenzen. Alexandra wiederum weiß genau, dass ihre Romanze mit der „faschistischen Bestie“, wie es im Sowjetpropaganda-Jargon heißt, auf scharfe Ablehnung stoßen und schwerste Konsequenzen nach sich ziehen würde, sollte diese Beziehung bei ihren Vorgesetzten publik werden. Tatsächlich erfährt Oberleutnant Markow davon und beginnt nun eifersüchtig, seinem Rivalen um die Gunst der Frau das Leben zur Hölle zu machen. Sellnow bezahlt seine Liebe mit dem Leben, und Alexandra wird aus dem Lager abgezogen und in die Verbannung nach Sibirien geschickt.
In einer weiteren Nebengeschichte verliebt sich ein deutscher Gefangener in die Lagerfunktionärin Tamara, doch die beiden werden auseinandergerissen, als der Gefangene nach Deutschland zurückkehren darf.
In der letzten Szene kehrt der Film zurück an die Hotelrezeption. Der neue Gast entpuppt sich als der endlich aus der Kriegsgefangenschaft heimgekehrte Dr. Böhler. Durch Ein- und Überblendungen wird verdeutlicht, dass die Armeen wieder aufmarschiert sind und die Waffentechnik im Jetzeitalter angekommen ist. Es scheint, als hätte niemand die Lektionen der Vergangenheit gelernt.

## Historischer Hintergrund
Der Roman wie auch der Film orientiert sich an Ereignissen rund um den Arzt (Chirurg) Dr. Ottmar Kohler, der sich zum Jahresbeginn 1943 freiwillig in den Kessel von Stalingrad begab, um die dortigen deutschen Soldaten bei ihrer anstehenden Kriegsgefangenschaft medizinisch betreuen zu können. Er konnte erst 1954, nach fast elfjähriger Haft,  nach Deutschland zurückkehren.
Im Film stammt „der Arzt von Stalingrad“ aus Würzburg, im Buch aus Köln, und in Wirklichkeit aus Gummersbach.

## Produktionsnotizen
Der Film wurde von der Produktionsfirma KG Divina GmbH & Co. hergestellt. Die Firma gehörte Ilse Kubaschewski, die zugleich Inhaberin des Erstverleihs Gloria-Film GmbH & Co. Filmverleih KG war. Willi Schatz und Robert Stratil entwarfen die Filmbauten. Rudolf Zehetgruber assistierte Regisseur Radványi und Ernst Wild Chefkameramann Georg Krause. Claudia Herberg schuf die Kostüme, Helmut Ränsch sorgte für den Ton.
Der Arzt von Stalingrad wurde am 20. Februar 1958 in Stuttgarts Gloria-Palast uraufgeführt. In Österreich konnte man den Film ab dem 21. März 1958 sehen.

## Kritiken
Paimann’s Filmlisten resümierte: „Ein bitteres Thema versöhnlich behandelt; von sachlicher Regie und, Menschlichstes bloßlegend … Wirkung: bemerkenswert packend.“
In der ARD-Programm-Information heißt es: „In der beklemmenden Atmosphäre eines russischen Kriegsgefangenenlagers erzählt der Film von Menschen, die in einer von Ideologien, Gewalt und Hass geprägten Zeit versuchen, ihre Haltung nicht zu verlieren.“

„In Regie und Darstellung überzeugende Konsalik-Verfilmung, jedoch durch die Kolportageelemente des Drehbuches in ihrer Aussage abgeschwächt.“